# Alkirályság
Az alkirályságok (spanyolul virreinatos) a gyarmati birodalmakban a gyarmattartó anyaországon kívüli területek egyes részei voltak, amelyeket az anyaországi uralkodó nevében alkirályok (spanyolul virrey, angolul viceroy) – mint főkormányzók – kormányoztak. Történelmileg a spanyol gyarmatokon voltak alkirályságok – Peru, Új-Spanyolország (a mai Mexikó területe és az USA déli része) –, továbbá a portugál gyarmati alkirályságokra – Brazília, India) –, valamint a Brit Birodalom egyes területeire (India) alkalmazták az elnevezést.
Az alkirályok igyekeztek dinasztikussá tenni a címüket, az anyaországtól való távolságot kihasználva királyi külsőségeket használva (kastélyok, pénzverés stb.).
A tisztség rokonítható a királyt (mint uralkodót) bármilyen okból helyettesítő, bizonyos uralkodói jogköröket birtokló főrendi személlyel. A Német-római Birodalomban a birodalmi vikárius helyettesítette a királyt, távollétében, akadályoztatása esetén, vagy látott el királyi teendőket a királynélküli időszakban. Hasonló feladatokat látott el a magyar nádor, vagy nádorispán is.

## Spanyol alkirályságok és alkirályok
A spanyolok előszeretettel használták az alkirályi címet. Az aragóniai korona a 14. században két birtokát, Szardíniát és Korzikát alkirályok irányítása alá helyezte. A 18. századi Spanyolországban a tartományokat alkirályok irányították: Aragónia, Valencia, Katalónia, Szicília, Szardínia, Nápoly és 1580–1640 között Portugália. Az igazi alkirályi korszak az újvilág felfedezésével, a dél-amerikai birtokok irányításával megbízott alkirályok számára jött el. Ilyenek: Új-Spanyolország (Mexikó), Peru, Rió de la Plata (Argentína), Új-Granada (Kolumbia, Venezuela).

## A Brit Birodalom
A brit birodalomban a különböző gyarmatokon az uralkodót kormányzók és főkormányzók képviselték. Indiában az indiai főkormányzó tisztet 1774–1947 között használták. Az egyetlen és egyben az utolsó nem hivatalosan India alkirálya volt 1947. februártól augusztusig Lajos Ferenc battenbergi herceg személyében, India függetlenné válása előtt.
Írország Lordját néha Írország alkirályának nevezték, ír nyelven „Tánaiste-Ri” (helyettes király). Hivatalosan alkirályi rang nem volt a brit birodalomban.

## Franciaország
Új-Franciaországot (a mai Kanadát) a kormányzó, mint alkirály irányította.

## Olaszország
Az egyetlen olasz gyarmatot, Olasz Kelet-Afrikát, benne hat tartománnyal alkirály irányította (Viceré) mint főkormányzó, a tartományi kormányzók feje.

## Portugália
A portugál birodalom kiépítése után az anyaországtól távol eső tartományokat – Portugál-India, Brazília -
alkirály (Vice-Rei) kormányozta.

## Az Oszmán Birodalom
A Porta képviseletében Egyiptomot az európai alkirályi rangnak megfelelő kinevezett uralkodók irányították, akik dinasztikus hatalmat kiépítve, gyakorlatilag önálló államként kezelték Egyiptomot. A szultáni hatalom néha helyre tudta állítani a rendet, de a szultán egyre gyengébbé vált, így Egyiptom teljesen önállósodott.

## Kína
A császár nagyobb országrészek irányítására főkormányzó-alkirályokat nevezett ki.

## Proconsul
Római vezető az ókorban, aki a consuli éveinek lejárta után is megőrizte a consuli hatalmát Kr. e. 326-ban már bizonyíthatóan létezett. Sulla fellépése után proconsulok és propraetorok irányították a Rómában maradó consulok és praetorok provinciáit. Augustus a császári irányítású provinciákban megtartotta magának a proconsuli imperiumot, a tartományokat a legatusaival irányította; a senatusi provinciákat volt consulok és praetorok vezették.

## Birodalmi vikárius
Reichsvikar (német). A király helyettese annak távolléte vagy interregnum esetén a Német-római Birodalomban. Birodalmi vikárius működött Itáliában, a Burgund Királyságban és egyes német területeken is. Esetenként a pápa nevezte ki vagy ő maga töltötte be a tisztséget, elsősorban Itáliában (például XXII. János IV. Lajossal szemben). A német Aranybulla azonban a pápai igények figyelembe vétele nélkül rögzítette, hogy a frank jog rajnai-sváb területén a rajnai palotagróf, a szász jogi területen a szász herceg tölti be a tisztséget. (A két terület csak 1750-ben kapta meg végső határait). Interregnum idején a birodalmi vikárius maga bíráskodott a felfüggesztett birodalmi udvari bíróság (Reichshofgericht) helyett, hűbéri birtokokat adományozhatott, a birodalmi kamarai bíróság (Reichskammergericht) az ő nevében ítélkezett. Itáliában a savoyai vagy a mantuai herceg volt a birodalmi vikárius. Zsigmond brandenburgi őrgróf és magyar király 1396–1410 között viselte e címet bátyja, Vencel császár felhatalmazásából, tényleges hatalmat azonban nem gyakorolt.

## Nádor
A nádor (nádorispán, comes palatinus) a rendi Magyarország legmagasabb közjogi méltósága, az ország első zászlósura. I. (Szent) István korától a királyi udvartartás vezetője. Nevét a szláv „na dvor span” (’udvar ispánja’) névből származtatják. A 12. századtól igazságszolgáltatási, közigazgatási és hadi ügyekben a távol lévő király helyettese. Az Aranybulla (1222) már említi önálló bírói joghatóságát, amely az ország minden lakosára kiterjedt. A 14. századtól vidéki bíráskodása megszűnt, attól kezdve a királyi kúria egyik önálló bírája. A 15. századig változó számú ispánság tartozott hozzá honorként. A rendek 1439-től igényeltek beleszólást személyének kijelölésébe, de országgyűlésen először 1447-ben választottak nádort. Jogkörét az 1485. évi I-XII. tc. szabályozta, amelyet Hunyadi Mátyás fogadtatott el, elsősorban azért, hogy fia Corvin János trónra jutását biztosítsa. Szentesítette azt a kialakult gyakorlatot, hogy az uralkodó után a nádor a második személy az országban; megkapta azt a jogot, hogy trónüresedés vagy a király kiskorúsága idején összehívhassa az országgyűlést; királyválasztásnál ő adhatta le az első szavazatot. A nádor lett a kiskorú király gyámja, az ország főkapitánya, legfőbb bírája, a király távollétében helytartója, a kunok és Dalmácia főbírája. Közvetített a király és a rendek között. Ha a király nem tudta vagy nem akarta fogadni a külföldi követeket, akkor ez a nádor feladata volt. 1659-től Pest-Pilis-Solt vármegye főispánja. A 16. századtól a rendi érdekek őreként a királyi hatalomtól függetlenített legfőbb országos tisztség, ezért a Habsburg-kormányzat próbálta szerepét visszaszorítani. 1534–1608 között a tisztséget nem töltötték be (az egyetlen kivétel 1554–1562 között Nádasdy Tamás), helyébe megosztott hatalommal királyi és nádori helytartókat állítottak. 1608 után szerepe megnőtt, elnökölt az országgyűlésen, a 18. századtól a Helytartótanács és a hétszemélyes tábla ülésein. 1790–1848 között Habsburg főhercegek kapták meg a nádori méltóságot, közülük József főherceg a Habsburgok ún. nádori (vagy magyar) ágának a megalapítója lett. 1848-tól nem választottak nádort. 1867 után a nádori méltóságot jogilag nem törölték el, de hatásköre ténylegesen a miniszterelnökre szállt. Jogkörének részbeni gyakorlója IV. Károly 1916. évi koronázásán Tisza István volt utoljára.